# Nearly Lost You
Nearly Lost You è una raccolta degli Screaming Trees, pubblicata nel 2001. Il disco contiene canzoni solo dai tre ultimi album, Uncle Anesthesia, Sweet Oblivion e Dust, e nessuna da quelli precedenti.

## Tracce
- Tutte le tracce scritte da Lee Conner, Van Conner, Mark Lanegan e Barrett Martin tranne dove indicato.

1. Halo of Ashes - 4:05
2. Nearly Lost You - 4:07
3. Butterfly - 3:22
4. Alice Said (Lee Conner, Lanegan) - 4:13
5. Dying Days - 4:51
6. Shadow of the Season (Lee Conner, Lanegan) - 4:33
7. All I Know (Lee Conner, Lanegan) - 3:55
8. Something About Today (Lee Conner, Lanegan) - 3:03
9. Uncle Anesthesia - 3:53
10. Ocean of Confusion (Lee Conner, Lanegan) - 3:06

## Formazione
- Mark Lanegan - voce, chitarra
- Gary Lee Conner - chitarra, voce secondaria
- Van Conner - basso, voce secondaria
- Barrett Martin - batteria (tracce 1, 2, 3, 5, 6 e 7)
- Mark Pickerel - batteria (tracce 4, 8, 9 e 10)